# MTV Movie Awards 2004
Vyhlášení amerických filmových cen MTV 2004 se uskutečnilo 6. června 2004 ve studiích Sony Pictures v Culver City v Kalifornii. Moderátorem ceremoniálu byla Lindsay Lohan.

## Moderátoři a vystupující

### Moderátor
- Lindsay Lohan

### Hudební vystoupení

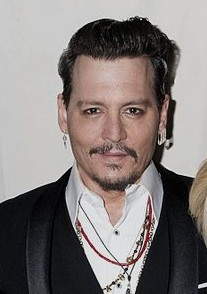
Johnny Depp, vítěz v kategorii nejlepší herec

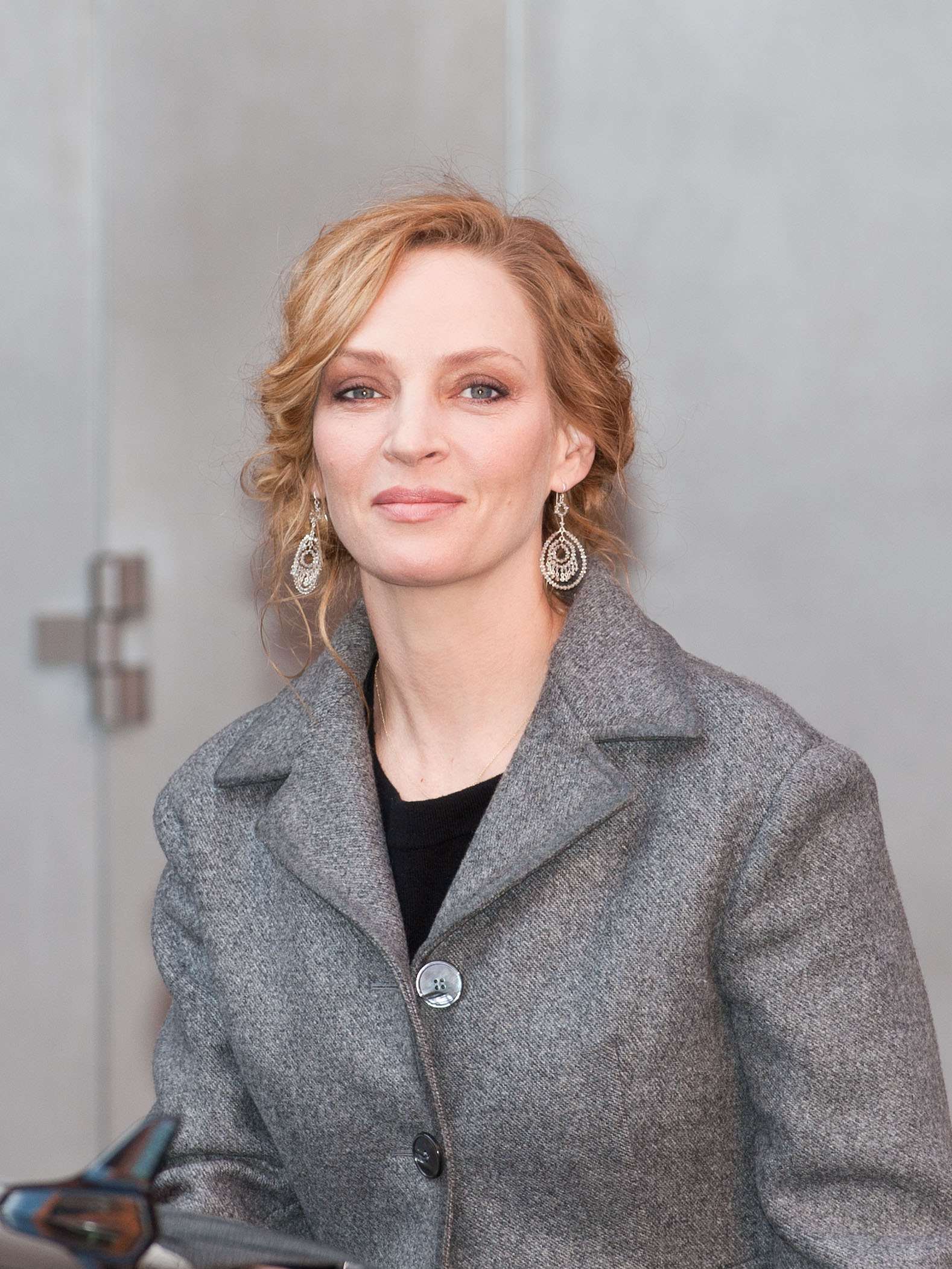
Uma Thurman, vítězka v kategorii nejlepší herečka a nejlepší souboj

- Beastie Boys – „Ch-Check It Out“
- Yeah Yeah Yeahs – „Maps“
- D12 – „My Band“

## Nominace a ocenění
| Film roku | Film roku |
| --- | --- |
| Pán prstenů: Návrat krále - Hledá se Nemo - 50× a stále poprvé - Piráti z Karibiku: Prokletí Černé perly - X-Men 2 | |
| Nejlepší herec | Nejlepší herečka |
| Johnny Depp – Piráti z Karibiku: Prokletí Černé perly - Jim Caviezel – Umučení Krista - Tom Cruise – Poslední samuraj - Bill Murray – Ztraceno v překladu - Adam Sandler – 50× a stále poprvé | Uma Thurman – Kill Bill - Drew Barrymoreová – 50× a stále poprvé - Halle Berryová – Gothika - Queen Latifah – Dům naruby - Charlize Theron – Zrůda                                                                                                 |
| Objev roku: muž | Objev roku: žena |
| Shawn Ashmore – X-Men 2 - Shia LaBeouf – Díry - Ludacris – Rychle a zběsile 2 - Omarion – Nakládačka - Cillian Murphy – 28 dní poté | Lindsay Lohan – Mezi námi děvčaty - Jessica Biel – Texaský masakr motorovou pilou - Scarlett Johansson – Ztraceno v překladu - Keira Knightley – Piráti z Karibiku: Prokletí Černé perly - Evan Rachel Wood – Třináctka                            |
| Nejlepší tým | Nejlepší zloduch |
| Adam Sandler a Drew Barrymoreová – 50× a stále poprvé - Johnny Depp a Orlando Bloom – Piráti z Karibiku: Prokletí Černé perly - Jack Black a žáci školy roku – Škola ro(c)ku - Ben Stiller a Owen Wilson – Starsky & Hutch - Will Smith a Martin Lawrence – Mizerové II | Lucy Liu – Kill Bill - Andrew Bryniarski – Texaský masakr motorovou pilou - Demi Moore – Charlieho andílci: Na plný pecky - Geoffrey Rush – Piráti z Karibiku: Prokletí Černé perly - Kiefer Sutherland – Telefonní budka                          |
| Nejlepší komediální výkon | Nejlepší polibek |
| Jack Black – Škola ro(c)ku - Jim Carrey – Božský Bruce - Ellen DeGeneres – Hledá se Nemo - Johnny Depp – Piráti z Karibiku: Prokletí Černé perly - Will Ferrell – Elf | Owen Wilson, Carmen Electra a Amy Smart – Starsky & Hutch - Charlize Theron a Christina Ricci – Zrůda - Keanu Reeves a Monica Bellucciová – Matrix Reloaded - Jim Carrey a Jennifer Aniston – Božský Bruce - Shawn Ashmore a Anna Paquin – X-Men 2 |
| Nejlepší taneční scéna | Nejlepší akční scéna |
| Seann William Scott – „Maniac / Heaven Is a Place on Earth / Sweet Dreams (Are Made of This) / Venus / The Reflex“ (Prci, prci, prcičky 3: Svatba) - Drew Barrymoreová, Cameron Diaz, a Lucy Liu – „The Pink Panther Theme“ (Charlieho andílci: Na plný pecky) - Ben Stiller a Jennifer Aniston – „A Gozar Tambino“ (Riskni to s Polly) - Steve Martin – „Let Go (Hit the Dancefloor)“ (Dům naruby) - Omarion, Marques Houston a the Lil' Saint's Dance Crew — *Find Out“ (Nakládačka) | Souboj na Gondoru – Pán prstenů: Návrat krále - Honička na dálnici – Mizerové II - Honička – Terminátor 3: Vzpoura strojů - Útěk z Mongolie – Charlieho andílci: Na plný pecky                                                                     |
| Nejlepší souboj | Nejlepší cameo |
| Uma Thurman vs. Chiaki Kuriyama – Kill Bill - Hugh Jackman vs. Kelly Hu – X-Men 2 - Keanu Reeves vs. Hugo Weaving – Matrix Reloaded - Dwayne Johnson vs. Kontiki Rebels – Vítejte v džungli - Queen Latifah vs. Missi Pyle – Dům naruby | Simon Cowell – Scary Movie 3 - Matt Damon – EuroTrip - Paul Michael Glaser a David Soul – Starsky & Hutch - John McEnroe – Kurs sebeovládání - Pink – Charlieho andílci: Na plný pecky                                                             |